# 藥院大通站
藥院大通站（日语：／ Yakuin-ōdōri eki */?）是一個位於日本福岡縣福岡市中央區藥院四丁目，屬於福岡市地下鐵七隈線的鐵路車站。福岡市內線城南線曾經存在同名車站，位置在現在的地鐵站西端以及曾經的路面電車站東端。計劃時臨時名為是「藥院西」。車站編號是N13。設有動植物園口的副站名。

## 歷史
- 2005年（平成17年）2月3日 - 與七隈線開通的同時開業。

## 車站構造
島式月台1面2線的地底車站。出口共2個，都併設升降機。2號出口側設有收費單車停車場。

### 月台配置
| 月台 | 路線   | 目的地                   |
| ---- | ------ | ------------------------ |
| 1    | 七隈線 | 天神南、博多方向         |
| 2    | 七隈線 | 六本松、福大前、橋本方向 |

## 利用狀況
2016年（平成28年）度的1日平均上車人次為2,846人。
開業以後的1日平均上車人次的推移如下表。
| 年度               | 1日平均 上車人次 |
| ------------------ | ---------------- |
| 2004年（平成16年） | 1,681            |
| 2005年（平成17年） | 1,485            |
| 2006年（平成18年） | 1,815            |
| 2007年（平成19年） | 1,898            |
| 2008年（平成20年） | 1,998            |
| 2009年（平成21年） | 2,059            |
| 2010年（平成22年） | 2,106            |
| 2011年（平成23年） | 2,206            |
| 2012年（平成24年） | 2,291            |
| 2013年（平成25年） | 2,462            |
| 2014年（平成26年） | 2,482            |
| 2015年（平成27年） | 2,675            |
| 2016年（平成28年） | 2,846            |

## 相鄰車站
福岡市交通局（福岡市地下鐵）
 七隈線
櫻坂（N12）－藥院大通（N13）－藥院（N14）

## 外部連結
- 福岡市地下鐵 藥院大通站 （页面存档备份，存于）（日語）